# Яфет Сері Ларсен
Яфет Сері Ларсен (дан. Japhet Sery Larsen, нар. 10 квітня 2000, Копенгаген, Данія) — данський футболіст івуарійського походження, центральний захисник норвезького клубу «Бранн».

## Ігрова кар'єра

### Мідтьюлланн
У 2015 році Яфет Ларсен приєднався до молодіжної команди данського клубу «Мідтьюлланн». Вигравав юнацький чемпіонат країни. У 2019 році Ларсен підписав з клубом професійний контракт на п'ять років. У червні 2019 року захисник на правах оренди приєднався до англійського клубу «Брентфорд», де в молодіжній команді грав до кінця сезону. Після чого знову повернувся до «Мідтьюлланна».

### Бранн
В липні 2021 року Ларсен перебрався до сусідньої Норвегії, де підписав контракт на чотири з половиною роки з клубом «Бранн». Вже 1 серпня 2021 року Ларсен дебютував у складі нової команди в матчі Кубку Норвегії. В тому сезоні футболіст провів сім матчів в складі «Бранна» і за результатами сезону команда вилетіла до Другого дивізіону.

### Буде-Глімт
Сезон 2022 року Ларсен провів у складі «Буде-Глімт», разом з яким також брав участь у матчах кваліфікаційного раунду Ліги чемпіонів.

### Повернення в Бранн
У січні 2023 року Ларсен повернувся до стану «Бранна», який виграв турні Друого дивізіону та знову грав в Елітсерії. Захисник підписав з клубом новий чотирирічний контракт. У травні 2023 року Ларсен разом з командою виграв Кубок Норвегії.

## Збірна
Яфет Сері Ларсен має івуарійське коріння та з 2016 року він захищав кольори юнацьких та молодіжної збірних Данії.

## Титулм
Бранн
 Переможець Кубка Норвегії: 2022/23